# Kvalifikace na Mistrovství světa ve fotbale 2014 (UEFA) – skupina H
Skupina H kvalifikace na Mistrovství světa ve fotbale 2014 byla jednou z 9 evropských kvalifikačních skupin na tento šampionát. Postup na závěrečný turnaj si zajistil vítěz skupiny. Osm nejlepších týmů na druhých místech ze všech skupin hrálo baráž, zatímco nejhorší tým na druhých místech přímo vypadl.

## Tabulka
| Tým        | Z  | V | R | P  | VG | IG | +/- | B  |
| ---------- | -- | - | - | -- | -- | -- | --- | -- |
| Anglie     | 10 | 6 | 4 | 0  | 31 | 4  | +27 | 22 |
| Ukrajina   | 10 | 6 | 3 | 1  | 28 | 4  | +24 | 21 |
| Černá Hora | 10 | 4 | 3 | 3  | 18 | 17 | +1  | 15 |
| Polsko     | 10 | 3 | 4 | 3  | 18 | 12 | +6  | 13 |
| Moldavsko  | 10 | 3 | 2 | 5  | 12 | 17 | -5  | 11 |
| San Marino | 10 | 0 | 0 | 10 | 1  | 54 | -53 | 0  |

- Anglie postoupila na Mistrovství světa ve fotbale 2014.[1]
- Ukrajina postoupila do evropské baráže.

## Zápasy
Rozpis zápasů byl dohodnut na setkání zástupců účastníků této skupiny ve Varšavě dne 23. listopadu 2011.
| 7. září 2012 21:45 UTC+3 |        |                                                        |                                        |
| Moldavsko                | 0 – 5  | Anglie                                                 | Zimbru Stadium, Kišiněv diváci: 10 250 |
|                          | Report | Lampard 3' (pen.), 29' Defoe 32' Milner 74' Baines 83' | Zimbru Stadium, Kišiněv diváci: 10 250 |

| 7. září 2012 20:30 UTC+2  |        |                                           |                                                     |
| Černá Hora                | 2 – 2  | Polsko                                    | Městský stadion Podgorica, Podgorica diváci: 11 420 |
| Drinčić 29' Vučinić 45+2' | Report | Błaszczykowski 6' (pen.) Mierzejewski 55' | Městský stadion Podgorica, Podgorica diváci: 11 420 |

| 11. září 2012 20:00 UTC+1 |        |                 |                                            |
| Anglie                    | 1 – 1  | Ukrajina        | New Wembley Stadium, Londýn diváci: 68 102 |
| Lampard 87' (pen.)        | Report | Konopljanka 38' | New Wembley Stadium, Londýn diváci: 68 102 |

| 11. září 2012 20:45 UTC+2                |        |           |                                           |
| Polsko                                   | 2 – 0  | Moldavsko | Městský stadion, Vratislav diváci: 26 145 |
| Błaszczykowski 33' (pen.) Wawrzyniak 81' | Report |           | Městský stadion, Vratislav diváci: 26 145 |

| 11. září 2012 20:30 UTC+2 |        |                                                               |                                           |
| San Marino                | 0 – 6  | Černá Hora                                                    | Stadio Olimpico, Serravalle diváci: 1 947 |
|                           | Report | Đorđević 24' Bećiraj 26', 51' Zverotić 69' Delibašić 78', 82' | Stadio Olimpico, Serravalle diváci: 1 947 |

| 12. října 2012 20:00 UTC+1                                     |        |            |                                        |
| Anglie                                                         | 5 – 0  | San Marino | Stadion Wembley, Londýn diváci: 86 645 |
| Rooney 35' (pen.), 70' Welbeck 38', 72' Oxlade-Chamberlain 77' | Report |            | Stadion Wembley, Londýn diváci: 86 645 |

| 12. října 2012 21:00 UTC+3 |        |          |                                          |
| Moldavsko                  | 0 – 0  | Ukrajina | Stadionul Zimbru, Kišiněv diváci: 12 500 |
|                            | Report |          | Stadionul Zimbru, Kišiněv diváci: 12 500 |

| 16. října 2012 21:00 UTC+3 |        |                |                                                             |
| Ukrajina                   | 0 – 1  | Černá Hora     | Národní sportovní komplex Olimpijskyj, Kyjev diváci: 50 597 |
|                            | Report | Damjanović 45' | Národní sportovní komplex Olimpijskyj, Kyjev diváci: 50 597 |

| 16. října 2012 20:30 UTC+2 |        |                              |                                         |
| San Marino                 | 0 – 2  | Moldavsko                    | Stadio Olimpico, Serravalle diváci: 736 |
|                            | Report | Dadu 72' (pen.) Epureanu 78' | Stadio Olimpico, Serravalle diváci: 736 |

| 17. října 2012 (odl. z 16.10.) 17:00 UTC+2 |        |            |                                          |
| Polsko                                     | 1 – 1  | Anglie     | Stadion Narodowy, Varšava diváci: 47 000 |
| Glik 70'                                   | Report | Rooney 31' | Stadion Narodowy, Varšava diváci: 47 000 |

| 14. listopadu 2012 18:00 UTC+1  |        |            |                                              |
| Černá Hora                      | 3 – 0  | San Marino | Stadion Pod Goricom, Podgorica diváci: 7 158 |
| Delibašić 14', 31' Zverotić 68' | Report |            | Stadion Pod Goricom, Podgorica diváci: 7 158 |

| 22. března 2013 21:00 UTC+1 |        | |                                           |
| San Marino                  | 0 – 8  | Anglie | Stadio Olimpico, Serravalle diváci: 4 980 |
|                             | Report | Della Valle 12' (vl.) Oxlade-Chamberlain 29' Defoe 35', 77' Young 39' Lampard 42' Rooney 54' Sturridge 70' | Stadio Olimpico, Serravalle diváci: 4 980 |

| 22. března 2013 20:45 UTC+1 |        |                                     |                                         |
| Polsko                      | 1 – 3  | Ukrajina                            | Národní stadion, Varšava diváci: 55 565 |
| Piszczek 18'                | Report | Jarmolenko 2' Husjev 7' Zozulja 45' | Národní stadion, Varšava diváci: 55 565 |

| 22. března 2013 21:30 UTC+2 |        |             |                                       |
| Moldavsko                   | 0 – 1  | Černá Hora  | Zimbru Stadium, Kišiněv diváci: 9 000 |
|                             | Report | Vučinić 78' | Zimbru Stadium, Kišiněv diváci: 9 000 |

| 26. března 2013 21:00 UTC+1 |        |           |                                               |
| Černá Hora                  | 1 – 1  | Anglie    | Stadion Pod Goricom, Podgorica diváci: 11 300 |
| Damjanović 75'              | Report | Rooney 6' | Stadion Pod Goricom, Podgorica diváci: 11 300 |

| 26. března 2013 21:00 UTC+2 |        |             |                                          |
| Ukrajina                    | 2 – 1  | Moldavsko   | Stadion Černomorec, Oděsa diváci: 31 948 |
| Jarmolenko 61' Kačeridi 71' | Report | Suvorov 80' | Stadion Černomorec, Oděsa diváci: 31 948 |

| 26. března 2013 20:45 UTC+1                                                  |        |            |                                         |
| Polsko                                                                       | 5 – 0  | San Marino | Národní stadion, Varšava diváci: 43 008 |
| Lewandowski 21' (pen.), 50' (pen.) Piszczek 28' Teodorczyk 61' Kosecki 90+2' | Report |            | Národní stadion, Varšava diváci: 43 008 |

| 7. června 2013 20:30 UTC+2 |        |                                                      |                                               |
| Černá Hora                 | 0 – 4  | Ukrajina                                             | Stadion Pod Goricom, Podgorica diváci: 13 000 |
|                            | Report | Harmaš 51' Konopljanka 77' Fedetskij 85' Bezus 90+2' | Stadion Pod Goricom, Podgorica diváci: 13 000 |

| 7. června 2013 21:15 UTC+3 |        |                   |                                        |
| Moldavsko                  | 1 – 1  | Polsko            | Zimbru Stadium, Kišiněv diváci: 10 500 |
| Sidorenco 37'              | Report | Błaszczykowski 7' | Zimbru Stadium, Kišiněv diváci: 10 500 |

| 6. září 2013 21:00 UTC+3                                                                                     |        |            |                                 |
| Ukrajina | 9 – 0  | San Marino | Arena Lviv, Lvov diváci: 34 915 |
| Dević 11' Selezňov 26' Edmar 32' Kačeridi 45+1', 54' Konopljanka 50' Bezus 63' Fedetskij 75' Rakitskij 90+4' | Report |            | Arena Lviv, Lvov diváci: 34 915 |

| 6. září 2013 20:00 UTC+1                   |        |           |                                        |
| Anglie                                     | 4 – 0  | Moldavsko | Stadion Wembley, Londýn diváci: 61 607 |
| Gerrard 12' Lambert 26' Welbeck 45+1', 50' | Report |           | Stadion Wembley, Londýn diváci: 61 607 |

| 6. září 2013 20:45 UTC+2 |        |                |                                          |
| Polsko                   | 1 – 1  | Černá Hora     | Stadion Narodowy, Varšava diváci: 45 652 |
| Lewandowski 16'          | Report | Damjanović 12' | Stadion Narodowy, Varšava diváci: 45 652 |

| 10. září 2013 21:45 UTC+3 |        |        |                                                             |
| Ukrajina                  | 0 – 0  | Anglie | Národní sportovní komplex Olimpijskyj, Kyjev diváci: 69 890 |
|                           | Report |        | Národní sportovní komplex Olimpijskyj, Kyjev diváci: 69 890 |

| 10. září 2013 20:45 UTC+2 |        |                                                                   |                                           |
| San Marino                | 1 – 5  | Polsko                                                            | Stadio Olimpico, Serravalle diváci: 1 597 |
| Della Valle 22'           | Report | Zieliński 11', 66' Błaszczykowski 24' Sobota 34' Mierzejewski 76' | Stadio Olimpico, Serravalle diváci: 1 597 |

| 11. října 2013 19:00 UTC+3    |        |            |                                     |
| Moldavsko                     | 3 – 0  | San Marino | Arena Zimbru, Kišiněv diváci: 7 348 |
| Frunză 55' Sidorenco 59', 89' | Report |            | Arena Zimbru, Kišiněv diváci: 7 348 |

| 11. října 2013 21:00 UTC+3 |        |        |                                          |
| Ukrajina                   | 1 – 0  | Polsko | Stadion Metalist, Charkov diváci: 39 126 |
| Jarmolenko 64'             | Report |        | Stadion Metalist, Charkov diváci: 39 126 |

| 11. října 2013 20:00 UTC+1                                        |        |                |                                        |
| Anglie                                                            | 4 – 1  | Černá Hora     | Stadion Wembley, Londýn diváci: 83 807 |
| Rooney 48' Bošković 62' (vl.) Townsend 78' Sturridge 90+3' (pen.) | Report | Damjanović 71' | Stadion Wembley, Londýn diváci: 83 807 |

| 15. října 2013 20:00 UTC+1 |        |        |                                        |
| Anglie                     | 2 – 0  | Polsko | Stadion Wembley, Londýn diváci: 85 186 |
| Rooney 41' Gerrard 88'     | Report |        | Stadion Wembley, Londýn diváci: 85 186 |

| 15. října 2013 21:00 UTC+2 |        |                                                                                    |                                           |
| San Marino                 | 0 – 8  | Ukrajina                                                                           | Stadio Olimpico, Serravalle diváci: 1 268 |
|                            | Report | Selezňov 13', 18' Devic 15', 50', 58' (pen.) Jarmolenko 54' Bezus 64' Mandziuk 90' | Stadio Olimpico, Serravalle diváci: 1 268 |

| 15. října 2013 21:00 UTC+2 |        |                                                      |                                              |
| Černá Hora                 | 2 – 5  | Moldavsko                                            | Stadion Pod Goricom, Podgorica diváci: 5 770 |
| Jovetić 55' (pen.), 90+1'  | Report | Antoniuc 28', 89' Armaș 62' Sidorenco 64' Ioniță 74' | Stadion Pod Goricom, Podgorica diváci: 5 770 |